# Lac Table
Pour les articles homonymes, voir Table (homonymie).
Le lac Table (en anglais : Table Lake) est un lac américain dans le comté de Tuolumne, en Californie. Il est situé à 2 155 mètres d'altitude au sein de la Yosemite Wilderness, dans le parc national de Yosemite.